# Dorndorf Schuhfabrik
Die Dorndorf Schuhfabrik GmbH & Co. KG war ein großer deutscher Schuhhersteller. Das Unternehmen wurde 1876 von Raphael Dorndorf in Pöpelwitz bei Breslau gegründet und kam 1897 mit der Eingemeindung von Pöpelwitz nach Breslau. Am 13. Juni 1931 erwarb die Schuhfabrik Langermann & Co. in Pirmasens zum Preis von 300.000 RM die Schuhfabrik R. Dorndorf in Breslau. Das Unternehmen wurde unter der Firma „Dorndorf GmbH“ weitergeführt. Das seit 1926 im Besitz der Familie Langermann befindliche Werk in Niederauerbach kam 1938 mit der Eingemeindung von Niederauerbach zur Stadt Zweibrücken. Im gleichen Jahr wurde das Unternehmen zwangsarisiert. Aufkäufer war Richard Greiling. Die Produktion wurde nach dem Krieg in Zweibrücken-Niederauerbach weitergeführt. 1952 erwarb der Schuhfabrikant Dietrich Bahner das Unternehmen. 1960 wurden mit über 3.000 Beschäftigten täglich 12–13.000 Paar Schuhe in dem Hauptwerk in Zweibrücken-Niederauerbach und Zweigbetrieben in München und Frankfurt am Main hergestellt. 1970 fusionierte die Dorndorf-Gruppe mit der Servas-Gruppe in Rodalben zur Schuh-Union AG welche seit 2002 zum Rieker-Konzern gehört.
Damenschuhe der Marke Dorndorf wurden seit der Übernahme durch Servas in deren Werk in Liezen hergestellt und noch bis 2015 von der Schuh-Union vertrieben.